# Oerlenbach
Oerlenbach ist eine Gemeinde im unterfränkischen Landkreis Bad Kissingen.

## Geographie

### Geographische Lage
Die Gemeinde liegt in der Vorrhön, zwischen Schweinfurt im Süden, dem Staatsbad Bad Kissingen im Nordwesten und Münnerstadt im Nordosten. Von Schweinfurt bis Oerlenbach zieht sich ein Siedlungsband auf zwölf Kilometern, mit nur kürzeren Unterbrechungen, durch das obere Werntal (siehe auch: Interkommunale Allianz).

### Gemeindegliederung
Es gibt acht Gemeindeteile (in Klammern ist der Siedlungstyp angegeben):
- Altenfelderhof (Einöde)
- Ebenhausen (Pfarrdorf)
- Eltingshausen (Pfarrdorf)
- Forsthof (Einöde)
- Oerlenbach (Pfarrdorf)
- Rottershausen (Pfarrdorf)
- Schwarze Pfütze (Weiler)
- Waldsiedlung (Siedlung)

## Geschichte

### Bis zur Gemeindegründung
Die erste urkundliche Erwähnung als „Ornebach“ erfolgte im Jahr 953, allerdings wurde der Gemeindeteil Ebenhausen bereits im Jahr 788 urkundlich erwähnt. Während der Zeit der Stammesherzogtümer lag der Ort im Herzogtum Franken.
Im Jahr 1871 wurde die Bahnstrecke Ebenhausen–Bad Kissingen gebaut.
Die heutige Gemeinde entstand im Zuge der Gebietsreform in Bayern am 1. Januar 1972 durch den Zusammenschluss der Gemeinden Ebenhausen, Eltingshausen, Rottershausen und Oerlenbach.

### Religionen
Die Bevölkerung ist mehrheitlich römisch-katholisch. Die katholische Pfarrkirche St. Burkard ist ein moderner Bau aus dem Jahre 1968. Die Ebenhausener Kirche hat das Patrozinium Alle Heiligen. Im Gemeindeteil Eltingshausen ist die barocke Pfarrkirche dem Heiligen Martin geweiht.

### Einwohnerentwicklung
Im Zeitraum 1988 bis 2018 stieg die Einwohnerzahl von 4721 auf 5004 um 283 Einwohner bzw. um 6 %. 2003 hatte die Gemeinde 5343 Einwohner.
Quelle: BayLfStat

## Naturdenkmale
Die Alte Dorflinde bei der Kirche in Eltingshausen. Siehe hierzu die Liste der Naturdenkmäler im Landkreis Bad Kissingen.

## Politik

### Bürgermeister
Seit 1. Mai 2020 ist Nico Rogge, nominiert von CSU und drei örtlichen Wählergruppen, der Bürgermeister; er wurde am 15. März 2020 mit 94,5 % der Stimmen gewählt. Sein Vorgänger war von Mai 2014 bis April 2020 Franz Kuhn (ebenfalls unterstützt von CSU und drei Wählergruppen).

### Gemeinderat
Die Kommunalwahlen seit 2008 erbrachten folgende Stimmenanteile und Sitzverteilungen:
| Liste                                  | 2020  | 2014   | 2014   | 2008   | 2008   |
| Liste                                  | Sitze | %      | Sitze  | %      | Sitze  |
| -------------------------------------- | ----- | ------ | ------ | ------ | ------ |
| Bürgerblock                            | 6     | 30,3   | 6      | 30,6   | 7      |
| Freie Wählergemeinschaft Ebenhausen    | 6     | 21,3   | 4      | 21,4   | 4      |
| Freie Wählergemeinschaft Eltingshausen | 4     | 17,9   | 4      | 20,3   | 4      |
| Wählergemeinschaft Rottershausen       | 4     | 20,2   | 4      | 17,4   | 3      |
| Die Überörtliche                       | –     | 10,4   | 2      | 10,4   | 2      |
| Wahlbeteiligung                        |       | 63,1 % | 63,1 % | 60,3 % | 60,3 % |

Weiteres Mitglied und Vorsitzender des Gemeinderates ist der Bürgermeister.

### Wappen
| Wappen von Oerlenbach | Blasonierung: „Unter einem von Silber und Blau gespaltenen Schildhaupt gespalten von Rot und Silber, vorne ein nach links gewendeter silberner Wolf, hinten ein roter Flug“ |
| Wappen von Oerlenbach | Wappenbegründung: Die 1972 entstandene Gemeinde Oerlenbach besteht aus den in der oben aufgeführten Gemeindegliederung genannten ehemals selbständigen Gemeinden, von denen Eltingshausen ein eigenes Wappen führte, das durch den Zusammenschluss unterging. Aus diesem Wappen wurde der Wolf in das neue Gemeindewappen übernommen. Er ist das Wappentier des Ortsadelsgeschlechts der Herren von Eltinghausen, die ihr Wappen im Mittelalter bis 1427 nachweislich führten und 1465 ausgestorben sind. Für Ebenhausen steht im Wappen der Flug, der dem Wappen der Herren von Münster entnommen wurde, die Besitzungen in dieser Gemeinde hatten. Die im Schildhaupt gezeigten Farben Silber und Blau sind die Farben der Stadt Schweinfurt und weisen darauf hin, dass Rottershausen zu der dortigen kaiserlichen Vogtei gehörte. Die Farben Silber und Rot stehen für das Würzburger Hochstift, das im Mittelalter vor allem in Ebenhausen Herrschaftsrechte besaß. Das Wappen wurde von der Regierung von Unterfranken am 12. Juli 1973 verliehen. |

### Interkommunale Allianz
Die Gemeinde Oerlenbach ist Mitglied in der Interkommunalen Allianz Oberes Werntal.

## Wirtschaft und Infrastruktur

### Bildung
In Oerlenbach liegt eines der sechs Aus- und Fortbildungszentren (BPOLAFZ) der Bundespolizei. Für die angehenden Polizeivollzugsbeamten des gehobenen Dienstes findet dort das erste Eignungsauswahlverfahren für die Bundesländer Baden-Württemberg und Bayern sowie die Vereidigung statt. Zusätzlich werden die Beamten bei Praktika im Laufe ihres Studiums betreut. Die Beamten des mittleren Dienstes werden dort für den Bereich Süd ausgebildet.

### Verkehr
- Oerlenbach liegt an der B 286 zwischen Bad Kissingen und Schweinfurt.
- Die A 71 verbindet Oerlenbach mit der Ausfahrt 28, die auf die B 286 führt.
- Die B 19 verläuft in Nord-Süd-Richtung durch die Gemeinde.
- Oerlenbach liegt an der Bahnstrecke Ebenhausen–Bad Kissingen und an der Bahnstrecke Schweinfurt–Meiningen. Der Knotenbahnhof von Oerlenbach ist der Bahnhof Ebenhausen (Unterfr).

## Persönlichkeiten
- Engelbert Hofmann (1900–1979), Politiker, Bürgermeister, Landrat und MdL